# Heckscher-Ohlin-teoremet
Heckscher-Ohlin-teoremet er et resultat inden for handelsteori, som er en underdisciplin under international økonomi. 
To svenske nationaløkonomer, Eli F. Heckscher og Bertil Ohlin, videreudviklede Ricardomodellen (opkaldt efter David Ricardo i 1900-tallet. Deres teori blev kaldt Heckscher-Ohlin-teorien. I denne teori er det ikke kun uligheder i landenes arbejdsproduktivitet, men også uligheder i landenes beholdninger af produktionsfaktorer, som giver komparative fordele. 
Teorien går i sin enkleste form ud på en situation, hvor to lande producerer to varer og har to produktionsfaktorer (2*2*2). Dette er en forskel i forhold til den ricardianske model. Her er det ene land relativt rigt på arbejdskraft, og det andet er relativt kapitalrigt. Fraset disse forskelle er landene ret ens, de har homogene varer, samme priser på de to varer ved handel og endda samme teknologi. Sammenligningen mellem disse landes ”rigdomme” sker i relative termer, det vil sige det ene land er rigt på arbejdskraft (relativt til kapital) og det andet land er rigt på kapital (relativt til arbejdskraft), så intet af de to lande kan være både arbejds- og kapitalrigt. Da et land producerer og eksporterer de varer, som kræver en stor andel af den produktionsfaktor, kapital eller arbejde, som landet er rigt på, har det en komparativ fordel. Dette indebærer, at eksport af arbejdsintensive varer vil ske fra lande med relativt stor arbejdskraft, mens lande med relativt stor kapital vil eksportere kapitalintensive varer ifølge Heckscher-Ohlin-teorien.
Modellen tager tillige udgangspunkt i antagelsen om, at landene har universel produktionsteknologi, og at der ikke findes nogen handelsrestriktioner. Man forudsætter også, at der råder fuldkommen konkurrence på alle markeder, og at efterspørgslen er den samme. 